# .london
.london je doména nejvyššího řádu pro Londýn. Přijata byla organizací ICANN 7. června 2013, prodávána začala být v dubnu 2014.